# Russalka (Denkmal)

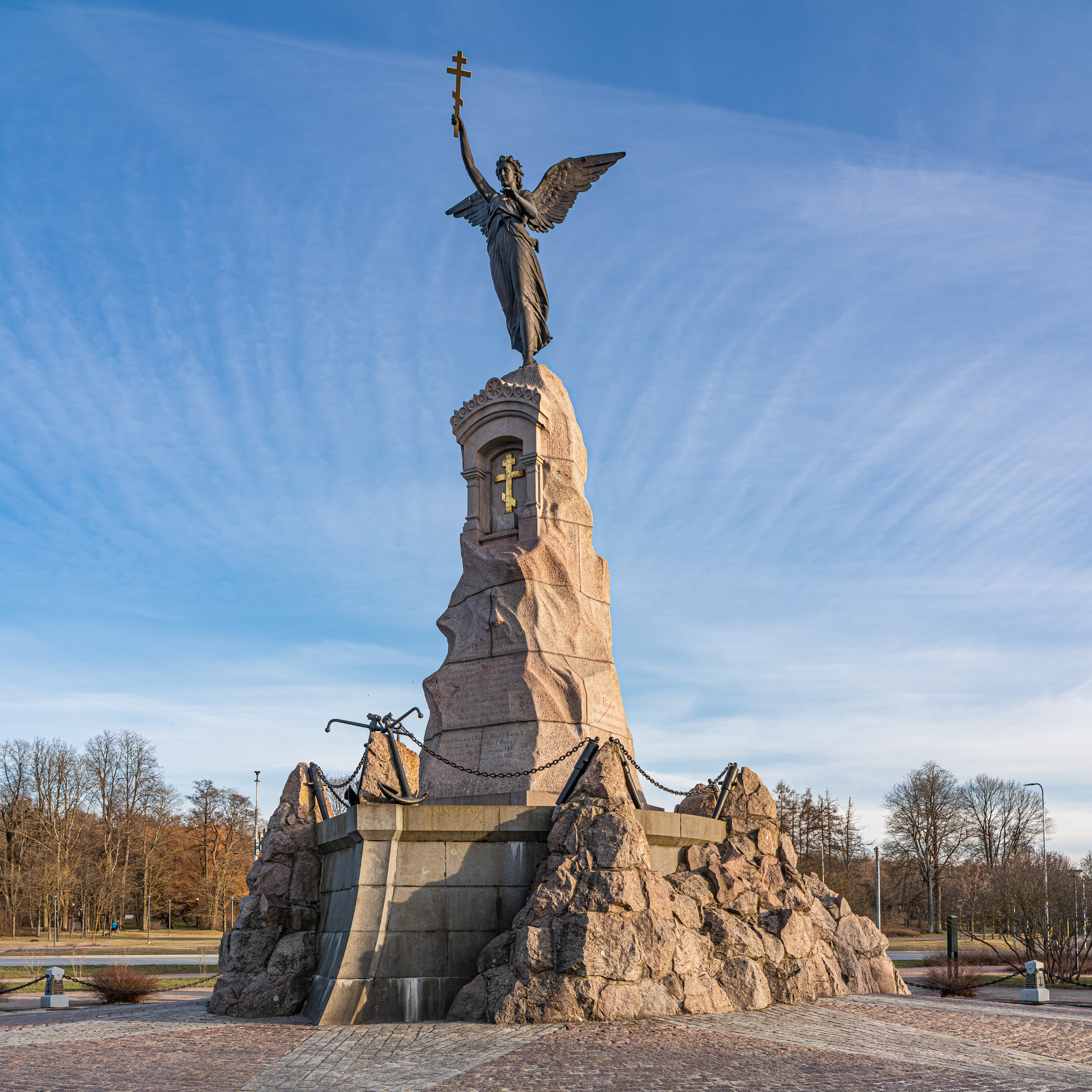
Das Russalka-Denkmal im Tallinner Stadtteil Kadriorg

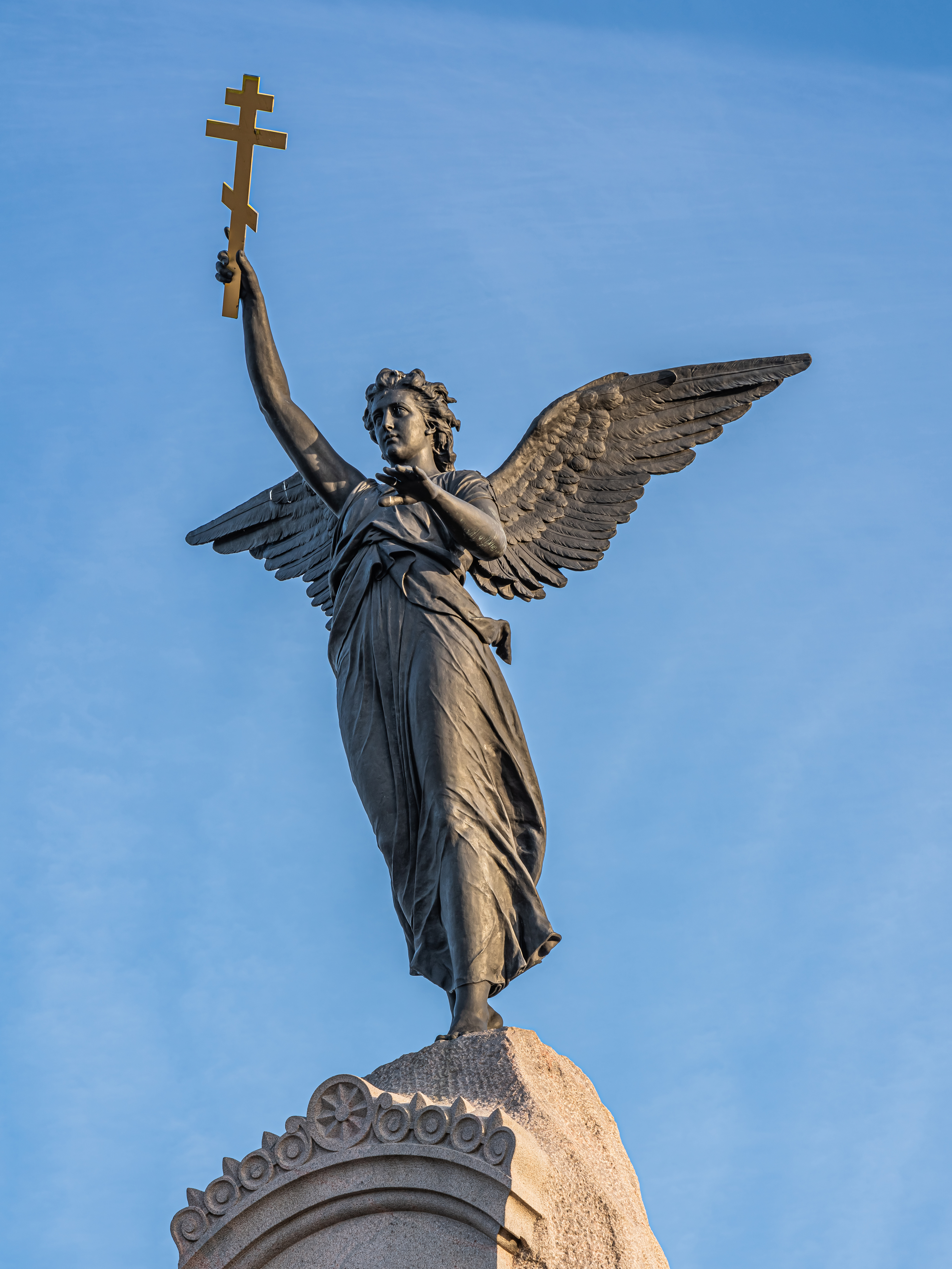
Detailansicht

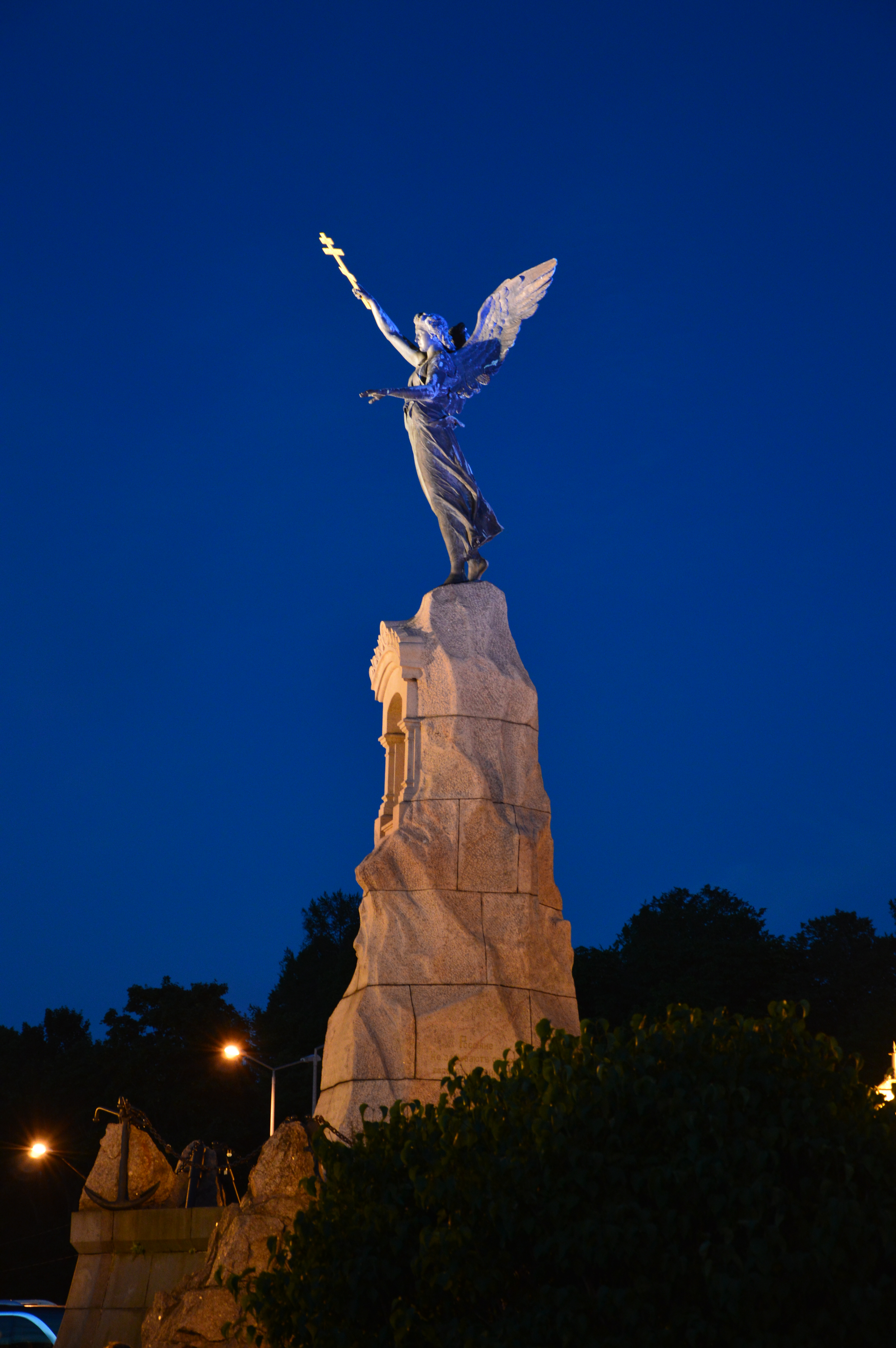
Nachtansicht

Das Russalka-Denkmal wurde 1902 von dem estnischen Bildhauer Amandus Adamson geschaffen. Es erinnert an den Untergang des russischen Kriegsschiffs Rusalka (russisch Русалка) im Jahr 1893 im Finnischen Meerbusen.

## Der Untergang der Rusalka
Die Rusalka wurde 1866/67 in Sankt Petersburg als Panzerschiff der Kaiserlich Russischen Marine gebaut. Sie wurde nach Rusálka, dem weiblichen „Wassergeist“ oder „Nixe“ in der slawischen Mythologie benannt.
Das Schiff war zur Küstenverteidigung ausgerüstet und gehörte der Baltischen Flotte an. Seine Länge betrug 62,3 m, der Tiefgang 3,3 m. Die maximale Geschwindigkeit des sehr schmalen Schiffes lag bei 9 Knoten.
Der Stapellauf der Rusalka fand am 31. August 1867 statt. 1869 lief es auf einen Felsen auf, überstand das Unglück aber ohne menschliche Verluste. Danach wurde die Rusalka aufwendig verbessert und stark gepanzert. Sie galt angeblich als unsinkbar.
Am Morgen des 7. Septemberjul. / 19. September 1893greg. lief das Panzerschiff Rusalka gemeinsam mit dem Kanonenboot Tutscha (russisch Туча) aus dem Hafen von Reval (heute Tallinn) mit Ziel Helsingfors (heute Helsinki) aus. Die Fahrt sollte von dort nach Primorsk weitergehen. Auf See herrschten im Finnischen Meerbusen starker Wind und hoher Wellengang. Als die Tutscha im Hafen von Helsinki eintraf, fehlte von der Rusalka jede Spur.
Erst am 10. September teilte das russische Marineministerium mit, dass die Rusalka vermisst werde. Ein einziger Hinweis auf das untergegangene Schiff war ein auf der Festung Sveaborg vor Helsingfors angelandetes Rettungsboot, auf dem sich ein toter Matrose befand. Am 16. Oktober wurde die Suchaktion, an der bis zu 15 Schiffe teilnahmen, ohne Ergebnis eingestellt. Im Juni 1894 wurde die Suche nach der Rusalka erneut aufgenommen, diesmal unter Zuhilfenahme eines durch Schiffe gezogenen Ballons. Diese Suche wurde am 15. August 1894 abgebrochen und das Schiff offiziell für verschollen erklärt. Die Ursache für den Untergang des Schiffes im Herbststurm ist bis heute ungeklärt. Es gibt unter anderen zwei Theorien: Die eine besagt, dass eventuell durch schlecht geschlossene Luken Seewasser in das Schiff eingedrungen sei. Die andere vermutet umgekehrt, es sei vielleicht durch zu dicht verschlossene Luken die Versorgung des Kessels mit Frischluft soweit reduziert worden, dass sich die Antriebsleistung der Maschinen und damit die Manövrierfähigkeit des Schiffes zu sehr verschlechtert habe. 
Mit dem Schiff gingen 177 Seeleute unter. Das Wrack der Rusalka wurde erst im Juli 2003 bei Erkundungen des Meeresbodens mittels Sonar für die Erdgasleitung Nord Stream in 94 m Tiefe auf dem Grund der Ostsee entdeckt. Die Unglücksstelle liegt ca. 25 km südlich von Helsinki. Die Rusalka steckte zum Zeitpunkt ihres Auffindens mit dem Bug nach vorn im Schlamm, wobei das Heck aufrecht zur Meeresoberfläche zeigte.

## Denkmal in Reval (Tallinn)
Ab 1899 setzten sich die Angehörigen und Bekannten der Verschollenen für die Errichtung eines Denkmals ein, das an den Schiffsuntergang erinnern sollte. Es wurde durch Geldsammlungen in ganz Russland finanziert. Mit den Bauarbeiten wurde 1901 begonnen.
1902 wurde im Revaler Stadtteil Catharinenthal (heute Kadriorg) das Russalka-Denkmal für die beim Untergang der Rusalka getöteten Seeleute eingeweiht. Es steht fast unmittelbar am Ufer der Ostsee. Eine Promenade führt vom Denkmal direkt zum Schloss Catharinenthal mit seinem Park.
Das Denkmal stellt einen auf einem Granitsockel stehenden Engel dar, der in seiner ausgestreckten rechten Hand ein vergoldetes orthodoxes Kreuz hält. Er zeigt auf den vermuteten Ort des Schiffsuntergangs. Die Skulptur ist das erste Monumentalwerk des estnischen Bildhauers Amandus Adamson (1855–1929), der sich dabei wahrscheinlich an der Darstellung der Nike von Samothrake orientierte.
Um den Fuß des Denkmals sind Anker und Kanonen zu sehen. Auf Schildplatten sind die Namen der umgekommenen Seeleute zu lesen. Hohe Laternen umrahmen den Platz des Denkmals, das heute ein beliebter Ort für russischsprachige Brautpaare ist.